# Vincenzo Fagiolo
Vincenzo Fagiolo (né le 5 février 1918 à Segni (Latium) en Italie et mort le 22 septembre 2000 à Rome) est un cardinal italien de la Curie romaine, président du Conseil pontifical pour les textes législatifs de 1990 à 1994.

## Biographie

### Prêtre
Vincenzo Fagiolo a été formé dans les séminaires de Segni, puis d'Anagni et l'Université pontificale du Latran. Il est titulaire de deux doctorats, l'un en théologie et l'autre en droit canon.
Il a été ordonné prêtre le 6 mars 1943 pour le diocèse de Rome et a participé comme expert au concile Vatican II.

### Évêque
Nommé archevêque de Chieti le 20 novembre 1971, il est consacré le 19 décembre suivant par le cardinal Carlo Confalonieri.
Il est vice-président de la Conférence épiscopale italienne de 1979 à 1984.
Il est nommé à la Curie romaine le 8 avril 1984 comme secrétaire de la Congrégation pour les Instituts de vie consacrée et les Sociétés de vie apostolique avant d'être président du Conseil pontifical pour les textes législatifs du 15 décembre 1990 au 19 décembre 1994, date à laquelle il se retire pour raison d'âge.

### Cardinal
Il est créé cardinal lors du consistoire du 26 novembre 1994 avec le titre de cardinal-diacre de S. Teodoro.
Il meurt le 22 septembre 2000.